# Airon-Notre-Dame
Airon-Notre-Dame ist eine französische Gemeinde mit 259 Einwohnern (Stand: 1. Januar 2022) im Département Pas-de-Calais in der Region Hauts-de-France. Sie gehört zum Arrondissement Montreuil und zum Kanton Berck. Die Einwohner werden Aironnois genannt.

## Geographie
Airon-Notre-Dame liegt in der Landschaft Marquenterre im Westen des Artois, vier Kilometer nordöstlich der Küstenstadt Berck. Nachbargemeinden von Airon-Notre-Dame sind Saint-Aubin im Norden, Sorrus im Nordosten und Osten, Campigneulles-les-Grandes im Osten und Südosten, Airon-Saint-Vaast im Süden, Rang-du-Fliers im Südwesten sowie Merlimont im Westen. Durch den Osten der Gemeinde führt die Autoroute A16.

## Bevölkerungsentwicklung
| Jahr                       | 1962 | 1968 | 1975 | 1982 | 1990 | 1999 | 2011 | 2022 |
| -------------------------- | ---- | ---- | ---- | ---- | ---- | ---- | ---- | ---- |
| Einwohner                  | 131  | 157  | 151  | 149  | 153  | 183  | 199  | 259  |
| Quellen: Cassini und INSEE |      |      |      |      |      |      |      |      |

## Sehenswürdigkeiten
- Kirche Notre-Dame-de-la-Nativité aus dem 15. Jahrhundert, seit 1926 Monument historique

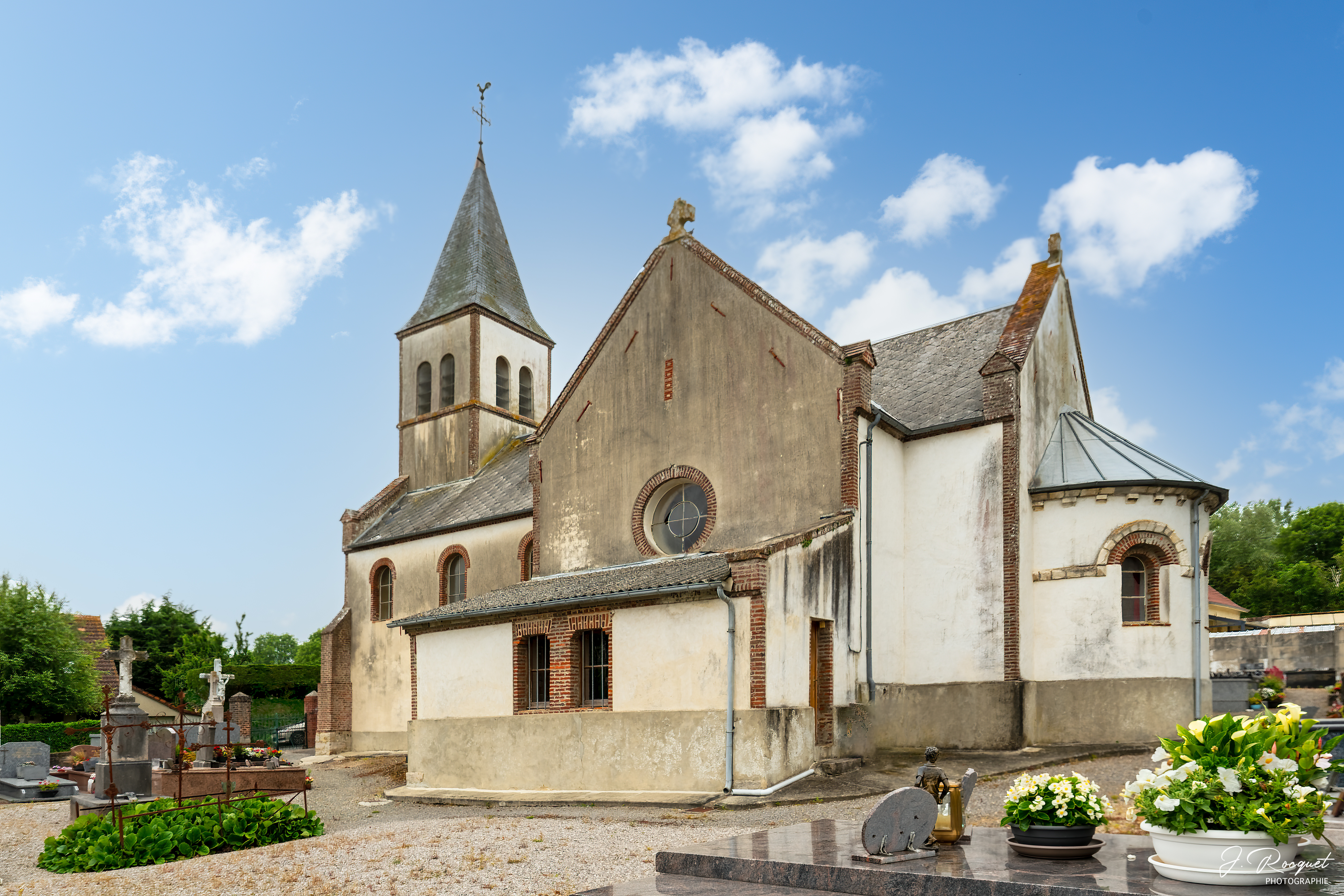
Kirche Notre-Dame-de-la-Nativité
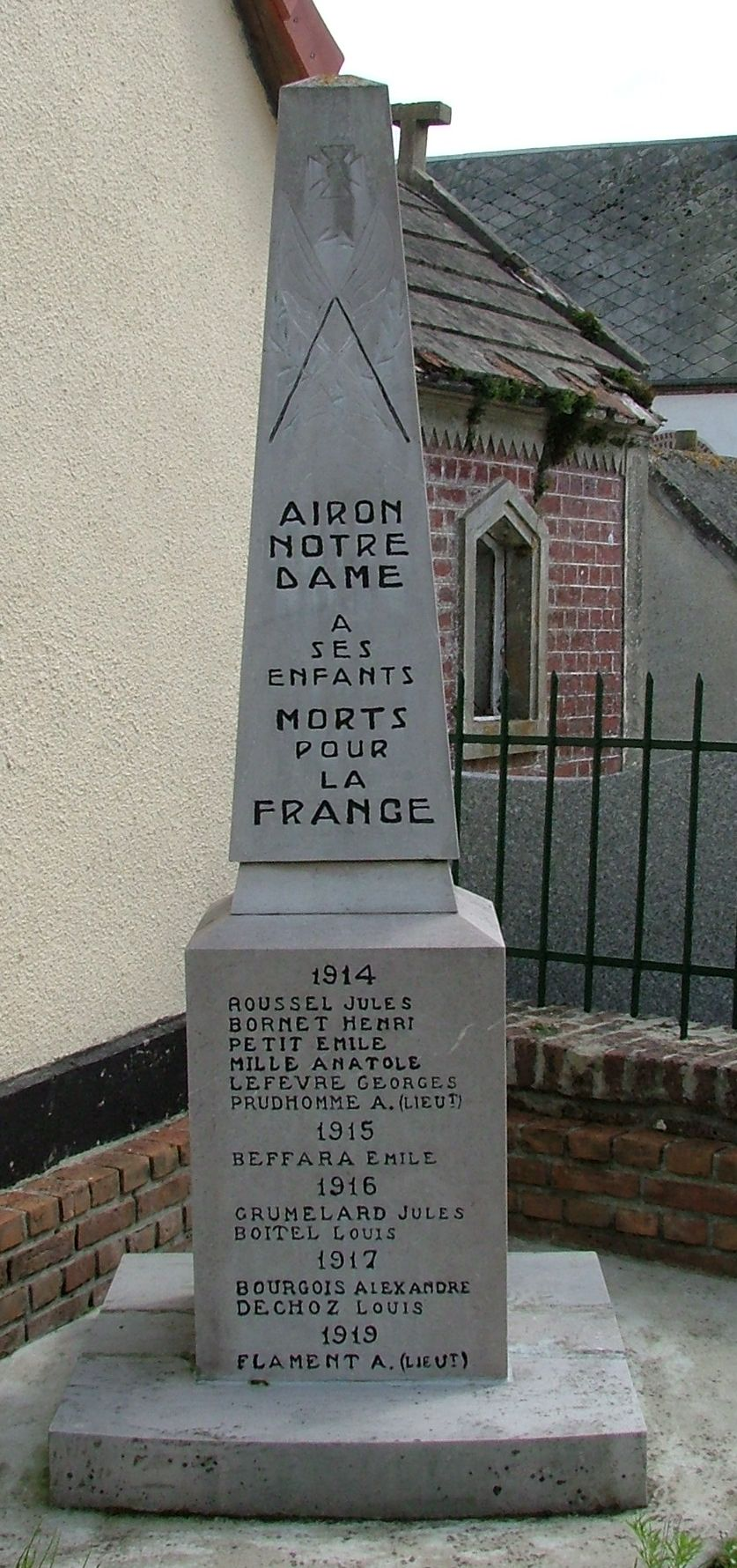
Gefallenendenkmal